# Румелия (село)
Вижте пояснителната страница за други значения на Румелия.
Румелия е село в Южна България. То се намира в община Маджарово, област Хасково.

## География
Село Румелия се намира в планински район.

## Културни и природни забележителности
В местността Папаз кая на 1 – 2 км от село Румелия има запазени оградни стени, които заграждат значително пространство. По повърхността има груба, предимно черна керамика, работена на ръка. Намерени са метални лъжички и друга църковна утвар – вероятно останки от черква.
Част от землището на селото попада в защитена местност „Черната скала“.